# Tekax (kommun)
Tekax är en kommun i Mexiko.   Den ligger i delstaten Yucatán, i den östra delen av landet, 1 000 km öster om huvudstaden Mexico City. Antalet invånare är 40 547. Arean är 3 820 kvadratkilometer.
Terrängen i Tekax är huvudsakligen platt.
Följande samhällen finns i Tekax:
- Tekax
- Kinil
- Ticum
- Alfonso Caso
- Canek
- Huntochac
- Benito Juárez
- San Marcos
- Sudzal Chico
- San Agustín
- San Diego Buenavista
- San Pedro Dzulá